# Isoporostreptus ruralis
Isoporostreptus ruralis är en mångfotingart som först beskrevs av Carl 1914.  Isoporostreptus ruralis ingår i släktet Isoporostreptus och familjen Spirostreptidae. Inga underarter finns listade i Catalogue of Life.